# Базовая улица (Москва)
Ба́зовая улица  — улица в районе Внуково Западного административного округа Москвы. Проходит между Боровским шоссе и Луговой улицей параллельно  Взлётной улице.

## История
27 сентября 1956 года улица получила название Базовая по авиационно-ремонтной базе № 400, которая дислоцировалась в посёлке Внуково во время Великой Отечественной войны. В 1980 году Базовая улица вместе с посёлком Внуково была включена в состав Москвы.

## Индексы
Почтовый индекс всех адресов на улице — 119027. Номера домов: 3 (стр.1), 4, 5 (стр.1), 9, 11, 15, 17, 18, 19, 20 (стр.1), 21 (стр.1), 23, 25, 27, 33, 35, 37.

## Транспорт
Ближайшие станции метро —  Пыхтино и  Аэропорт Внуково. Общественный транспорт по Базовой улице не проходит. На Боровском шоссе расположена ближайшая остановка «Интернациональная улица» автобусов 526, 611, 750, 878, 889, 889к, 950; 870.